# Двойченко Володимир Аврамович
Двойченко Володимир Авраамович (? — 1941) — офіцер російської армії, учасник Громадянської війни в Росії та Громадянської війни в Іспанії.
Закінчив Єлисаветградське кавалерійське училище. Під час Революції в Росії знаходився на Румунському фронті, де взяв участь у формуванні загону полковника Дроздовського, де командував ескадроном. З 1918 року — у Добровольчої армії. Після поразки «білого руху» — емігрант, проживав в Іспанії.
Під час Громадянської війни в Іспанії вступив як доброволець до лав армії Франциско Франко. Після закінчення війни проживав в Сантандері. Помер від раку.